# Mutare
Mutare je město v Zimbabwe, které je hlavním městem provincie Manicaland. Žije v něm přibližně 225 tisíc obyvatel a je čtvrtým největším sídlem v zemi. Většinu obyvatel tvoří Šonové. Mutare se nachází ve východní části země, u hranic s Mosambikem, na úpatí pohoří Bvumba, má nadmořskou výšku okolo 1100 m a panuje v něm vlhké subtropické podnebí.

## Historie
Město bylo založeno v roce 1890 Archibaldem Rossem Colquhounem a dostalo název Fort Umtali podle bohatých nerostných ložisek v okolí (ze slova metal = kov). V roce 1896 se přestěhovalo blíž k nové železnici, původní sídlo je známé jako Staré Mutare. V roce 1914 obdrželo městská práva a v roce 1971 status city. Vzhledem ke strategickému významu města se o ně v době občanské války často bojovalo. Po vyhlášení státu Zimbabwe byl v roce 1982 název změněn na Mutare.

## Ekonomika
Město je střediskem obchodu: leží nedaleko státní hranice s Mosambikem a prochází jím klíčová železniční trať z Harare do Beiry. Těží se zlato, diamanty a bauxit, v okolí se pěstuje čajovník, kávovník, tabák a ovoce, významné je i dobytkářství a těžba dřeva, hlavními odvětvími průmyslu jsou potravinářský, dřevozpracující, petrochemický a textilní. Ve městě se nachází vlastivědné muzeum a metodistická vysoká škola Africa University. V okolí jsou k vidění skalní malby a domorodé sochy ze steatitu. 

## Partnerská města
- Portland
- Haarlem